# Pocałuj jego, kolego!
Pocałuj jego, kolego! (jap. 私がモテてどうすんだ Watashi ga motete dōsunda) – manga autorstwa Junko. Seria była publikowana w czasopiśmie Bessatsu Friend wydawnictwa Kōdansha w latach 2013-2018.
Na podstawie mangi powstała adaptacja w formie anime, które zostało wyprodukowane przez studio Brain’s Base, a także odcinki audio.
Manga otrzymała nagrodę Kōdansha Manga w kategorii najlepsza manga dla dziewcząt.
W Polsce seria wydana została przez wydawnictwo Kotori.

## Fabuła
Kae Serinuma jest yaoistką (wielbicielką yaoi). Kiedy jeden z jej ulubionych bohaterów anime umiera, Kae w szoku zamyka się na tydzień w odosobnieniu. Gdy opuszcza w końcu swój pokój okazuje się, że bardzo schudła i wyładniała. Po powrocie do szkoły czterech chłopaków: Yūsuke Igarashi, Nozomu Nanashima, Hayato Shinomiya i Asuma Mutsumi zaczyna się nią interesować pomimo jej niecodziennych zainteresowań, i razem z inną yaoistką, Shimą Nishiną, zabiegać o jej względy. Frustruje to samą Kae, która wolałaby by chłopcy zaczęli zalecać się do siebie.

## Bohaterowie

### Główni
- Kae Serinuma (jap. 芹沼 花依 Serinuma Kae) – 17-letnia yaoistka, członkini klubu historycznego.

Seiyū: Kana Hanazawa (drama CD), Yū Kobayashi 
- Yūsuke Igarashi (jap. 五十嵐 祐輔 Igarashi Yūsuke) – kolega z klasy Kae, członek klubu piłki nożnej. Typ "chłopca z sąsiedztwa".

Seiyū: Yoshimasa Hosoya (drama CD), Yūki Ono 
- Nozomu Nanashima (jap. 七島 希 Nanashima Nozomu) – kolega z klasy Kae, tsundere.

Seiyū: Tatsuhisa Suzuki (drama CD), Keisuke Kōmoto 
- Shima Nishina (jap. 二科 志麻 Nishina Shima) – pierwszoroczna z bogatej rodziny, utalentowana sportowo i artystycznie. Yaoistka i autorka dōjinów.

Seiyū: Chinatsu Akasaki (drama CD), Miyuki Sawashiro 
- Hayato Shinomiya (jap. 四ノ宮 隼人 Shinomiya Hayato) – pierwszoroczniak, członek komitetu zdrowotnego.

Seiyū: Hiroshi Kamiya (drama CD), Yoshitsugu Matsuoka 
- Asuma Mutsumi (jap. 六見 遊馬 Mutsumi Asuma) – uczeń 3 roku i przewodniczący klubu historycznego. Jest jednym z niewielu ludzi, którzy lubili Kae jeszcze zanim schudła.

Seiyū: Takahiro Sakurai (drama CD), Nobunaga Shimazaki 

### Drugoplanowi
- Amane Nakano (jap. 中野あまね Nakano Amane) – Najlepsza przyjaciółka Kae, yaoistka. Ma chłopaka, który jest nieświadomy jej zainteresowań.

Seiyū: Asami Shimoda 
- Takurō Serinuma (jap. 芹沼 拓郎 Serinuma Takurō) – starszy brat Kae

Seiyū: Nobuhiko Okamoto (drama CD), Takahiro Mizushima 
- Kazuma Mutsumi (jap. 六見 一馬 Mutsumi Kazuma) – starszy brat Asumy.

Seiyū: Junichi Suwabe (drama CD), Yūichi Nakamura 
- Mitsuko Serinuma (jap. 芹沼 みつこ Serinuma Mitsuko) – matka Kae.

Seiyū: Yū Sugimoto 
- Hideo Serinuma (jap. 芹沼 英男 Serinuma Hideo) – ojciec Kae.

- Takeru Mitsuboshi (jap. 三星 建 Mitsuboshi Takeru) – przyjaciel Kae z dzieciństwa.

- Kirari Nanashima (jap. 七島 光 Nanashima Kirari) – młodsza siostra Nozomu, wielbicielka anime Puri Puri Moon.

### Pozostali
- Shion (jap. シオン) – ulubiony bohater Kae, protagonista anime Mirage Saga. Jest niewiarygodnie podobny do kolegi z klasy Kae, Nozomu Nanashimy.

Seiyū: Daisuke Namikawa 
- Tera (jap. テラ) – postać z Mirage Saga.

Seiyū: Kenjirō Tsuda 
- Tono (jap. 殿) – postać z Kanchu Ranbu, wzorowany na fikcyjnym samuraju Hyakkim Sametora.

Seiyū: Daisuke Ono 
- Aka (jap. 朱) – postać z Kanchu Ranbu, antropomorficzna reprezentacja czerwonej zbroi Hyakkiego Sametora.

Seiyū: Shouta Aoi 

## Manga
Manga, której autorką jest Junko, wydawana była w czasopiśmie Bessatsu Friend wydawnictwa Kōdansha od majowego numeru w 2013 do 13 marca 2018 roku. Manga została skompilowana w 14 tomach. Tomy piąty, siódmy, ósmy, dziewiąty i trzynasty zostały wydane także w edycji specjalnej. Do specjalnego wydania tomu piątego, siódmego i trzynastego dołączono płytę z odcinkiem audio. Do ósmego tomu dołączono przypinkę, a do dziewiątego broszurkę.
W Polsce seria wydana została przez wydawnictwo Kotori.
| Nr | Język japoński       | Język japoński         | Język polski     | Język polski           |
| Nr | Data wydania         | ISBN                   | Data wydania     | ISBN                   |
| --- | -------------------- | ---------------------- | ---------------- | ---------------------- |
| 1 | 11 października 2013 | ISBN 978-4-06-341879-8 | grudzień 2016    | ISBN 978-83-65722-04-1 |
| Lista rozdziałów - ＃1 Arienai yo, kono genjitsu (jap. ありえないよ、この現実) - ＃2 Dekiru ka na? Riaru otome gē (jap. できるかな？ リアル乙女ゲー) - ＃3 Bōru to naka yoku nareru ka na? (jap. ボールと仲よくなれるかな？) - ＃4 Fushigi na oheya to 4-nin no DK (jap. 不思議なお部屋と４人のＤＫ) |                      |                        |                  |                        |
| 2 | 13 lutego 2014       | ISBN 978-4-06-341903-0 | luty 2017        | ISBN 978-83-65722-09-6 |
| Lista rozdziałów - ＃5 Tentakaku otome moe yuru aki (jap. 天高く乙女萌ゆる秋) - ＃6 Kae no o-mo-te-na-shi (jap. 花依のお・も・て・な・し) - ＃7 Pojishon atchi kotchi (jap. ポジションあっちこっち) - ＃8 Kurisumasu wa seichi de (jap. クリスマスは聖地で)                                          |                      |                        |                  |                        |
| 3 | 13 czerwca 2014      | ISBN 978-4-06-341919-1 | czerwiec 2017    | ISBN 978-83-65722-24-9 |
| Lista rozdziałów - ＃9 Kae no shotaiken (jap. 花依の初体験) - ＃10 Senpai, watashi.... (jap. 先輩、私…。) - ＃11 Moto ni modotte dō sunda (jap. 元に戻ってどうすんだ) - ＃12 Ore, kidzuita n da (jap. 俺、気づいたんだ)                                                                              |                      |                        |                  |                        |
| 4 | 12 września 2014     | ISBN 978-4-06-341939-9 | październik 2017 | ISBN 978-83-65722-35-5 |
| 5 | 13 stycznia 2015     | ISBN 978-4-06-341960-3 | styczeń 2018     | ISBN 978-83-65722-57-7 |
| 6 | 12 czerwca 2015      | ISBN 978-4-06-341988-7 | luty 2018        | ISBN 978-83-65722-61-4 |
| 7 | 13 października 2015 | ISBN 978-4-06-392010-9 | maj 2018         | ISBN 978-83-65722-77-5 |
| 8 | 11 marca 2016        | ISBN 978-4-06-392030-7 | czerwiec 2018    | ISBN 978-83-65722-93-5 |
| 9 | 13 lipca 2016        | ISBN 978-4-06-392050-5 | wrzesień 2018    | ISBN 978-83-66132-03-0 |
| 10 | 13 października 2016 | ISBN 978-4-06-392081-9 | październik 2018 | ISBN 978-83-66132-07-8 |
| 11 | 13 stycznia 2017     | ISBN 978-4-06-392098-7 | styczeń 2019     | ISBN 978-83-66132-08-5 |
| 12 | 13 czerwca 2017      | ISBN 978-4-06-392118-2 | marzec 2019      | ISBN 978-83-66132-09-2 |
| 13 | 13 listopada 2017    | ISBN 978-4-06-510393-7 | maj 2019         | ISBN 978-83-66132-10-8 |
| 14 | 13 marca 2018        | ISBN 978-4-06-511050-8 | październik 2019 | ISBN 978-83-66132-11-5 |

## Anime
Powstawanie adaptacji w formie anime ogłoszono w kwietniowym numerze magazynu Bessatsu Friend w 2016 roku. Za produkcję anime odpowiedzialne było studio Brain’s Base. Reżyserem został Hiroshi Ishiodori, za scenariusze odpowiedzialna jest Michiko Yokote, a za projekty postaci Kazuhiko Tamura. Seria miała swoją premiera na kanałach TBS i BS-TBS od 6 października 2016 roku.
Czołówką serii jest utwór „Prince×Prince” wykonywany przez From4to7 (Yūki Ono, Keisuke Koumoto, Yoshitsugu Matsuoka i Nobunaga Shimazaki), natomiast endingiem jest utwór „Dokidoki no kaze” (jap. ドキドキの風) wykonywany przez Rie Murakawę.
| N/o | Tytuł                                                       | Premiera (TBS)       |
| --- | ----------------------------------------------------------- | -------------------- |
| 1   | Dekiru ka na? Riaru otogē (できるかな？リアル乙女ゲー)      | 6 października 2016  |
| 2   | Fushigi na oheya to yonin no DK (不思議なお部屋と4人のDK)   | 13 października 2016 |
| 3   | Tentakaku otome moe yuru aki (天高く乙女萌ゆる秋)           | 20 października 2016 |
| 4   | Kurisumasu wa seichi de (クリスマスは聖地で)                | 27 października 2016 |
| 5   | Moto ni modotte dōsunda (元に戻ってどうすんだ)              | 3 listopada 2016     |
| 6   | Kappuringu sensō boppatsu! (カップリング戦争勃発！)         | 10 listopada 2016    |
| 7   | Seichi junrei Kachu☆Rabu no tabi (聖地巡礼かちゅ☆らぶの旅)  | 17 listopada 2016    |
| 8   | Ore wa adobantēji mainasu! (俺はアドバンテージ・マイナス！) | 24 listopada 2016    |
| 9   | Umi da mizugi da honki dasu! (海だ水着だ本気出す!)          | 1 grudnia 2016       |
| 10  | Ani, shūrai (兄, 襲来)                                      | 8 grudnia 2016       |
| 11  | Iza Shutsudō!! Shiro gādo! (いざ出動!! 城ガード!)           | 15 grudnia 2016      |
| 12  | Watashi ga motete dōsunda (私がモテてどうすんだ)            | 22 grudnia 2016      |

## Odbiór
W 2016 roku manga otrzymała nagrodę Kōdansha Manga w kategorii najlepsza manga dla dziewcząt. W rankingu najlepszych mang 2015 roku przewodnika Kono manga ga sugoi! manga ta zdobyła czwarte miejsce.